# Коліна (Чилі)

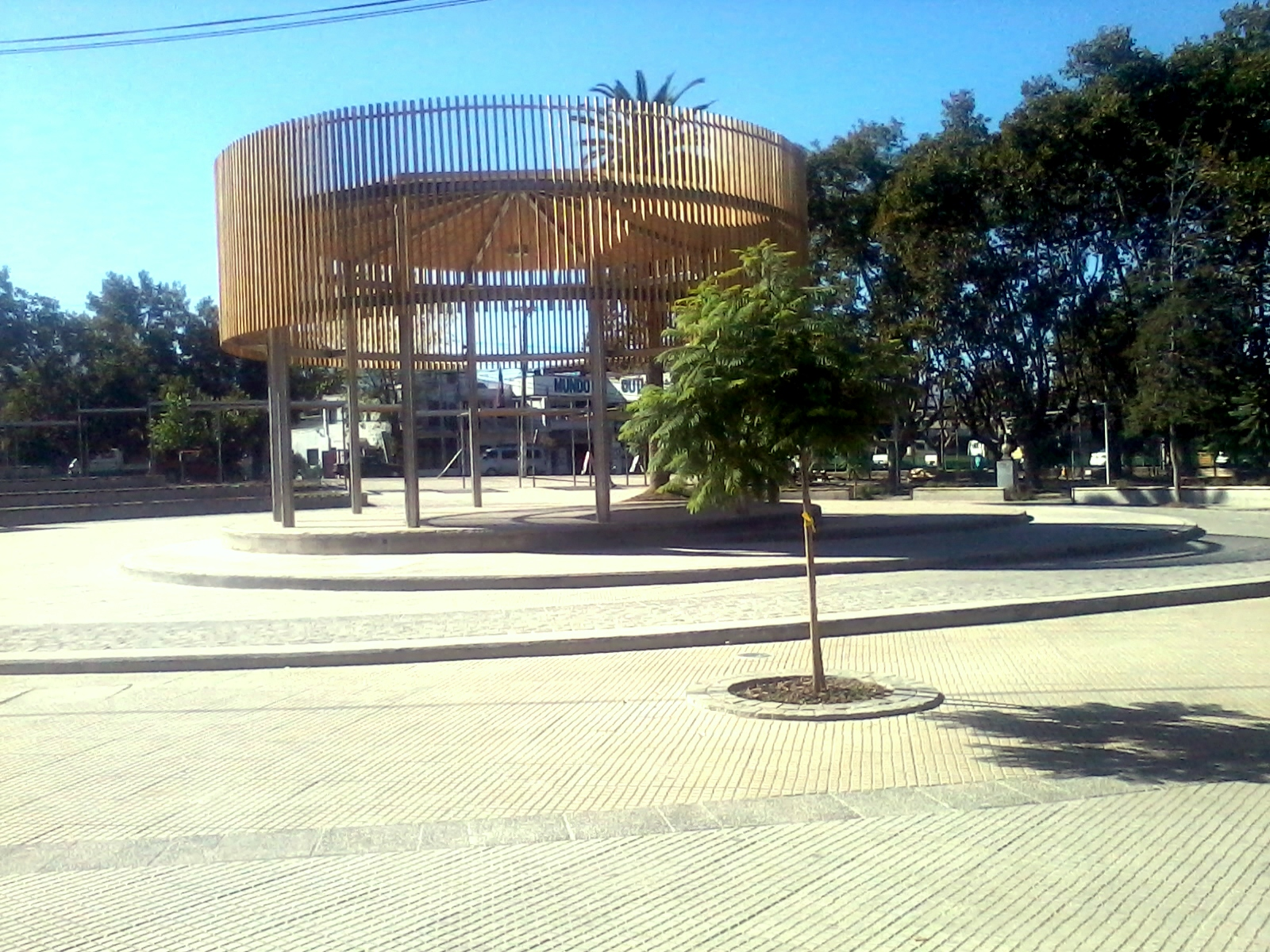
Центральна площа Коліна

Коліна (ісп. Colina) — місто в Чилі. Адміністративний центр однойменної комуни. Населення міста — 5957 осіб (2007). Місто та комуна входять у склад провінції Чакабуко та Столичної області.
Територія комуни — 970,4 км². Чисельність населення — 146 207 осіб (2017). Густота населення — 150,67 осіб/км².

## Розташування
Місто розташовується за 29 км на північ від столиці Чилі міста Сантьяго.
Комуна межує:
- на півночі — із комуною Ринконада
- на північнпівнічному-сході — із комунами Кальє-Ларга, Лос-Андес
- на південнпівденному-сході — із провінцією Сантьяго
- на південпівденному-заході — із комуною Лампа
- на заході — із комуною Тільтіль

## Демографія
Згідно даним, зібранним у ході перепису 2012 р. Національним інститутом статистики (INE), населення комуни становить:
| Повне населення                           | Повне населення                           | Повне населення                           | Повне населення                           | Повне населення                           | 113614 |
| ----------------------------------------- | ----------------------------------------- | ----------------------------------------- | ----------------------------------------- | ----------------------------------------- | ------ |
| у тому числі:                             | Міське населення                          | 86693                                     | Процент міського населення, %             | 76,3                                      |        |
|                                           | Сільське населення                        | 26921                                     | Процент сільського населення, %           | 23,7                                      |        |
|                                           | Чоловіче населення                        | 58487                                     | Процент чоловічого населення, %           | 51,48                                     |        |
|                                           | Жіноче населення                          | 55127                                     | Процент жіночого населення, %             | 48,52                                     |        |
| Густота населення, чел/км²                | Густота населення, чел/км²                | Густота населення, чел/км²                | Густота населення, чел/км²                | Густота населення, чел/км²                | 117,08 |
| Населення комуни в % до населення області | Населення комуни в % до населення області | Населення комуни в % до населення області | Населення комуни в % до населення області | Населення комуни в % до населення області | 1,7    |

| Динаміка зміни населення комуни | Динаміка зміни населення комуни | Динаміка зміни населення комуни | Динаміка зміни населення комуни |
| ------------------------------- | ------------------------------- | ------------------------------- | ------------------------------- |
| 1992                            | 2002                            | 2012                            | 2017                            |
| 52769                           | 77815▲                          | 113614▲                         | 146207▲                         |

## Головні населенні пункти[5]
| №  | Населенний пункт         | Населенний пункт (ісп.)  | Категорія | Населення осіб. (2002) | На карті                                                                                 |
| -- | ------------------------ | ------------------------ | --------- | ---------------------- | ---------------------------------------------------------------------------------------- |
| 1  | Коліна                   | Colina                   | місто     | 58769                  | 33°12′09″ пд. ш. 70°40′31″ зх. д. / 33.20261560441951° пд. ш. 70.6754082595215° зх. д.   |
| 2  | Лас-Кантерас             | Las Canteras             | поселення | 1684                   | 33°18′16″ пд. ш. 70°41′22″ зх. д. / 33.3043853° пд. ш. 70.6894082° зх. д.                |
| 3  | Чикурео                  | Chicureo                 | поселення | 1212                   | 33°16′39″ пд. ш. 70°38′06″ зх. д. / 33.27737845494891° пд. ш. 70.63511506295166° зх. д.  |
| 4  | Санта-Марта-де-Лірай     | Santa Marta de Liray     | поселення | 1146                   | 33°14′24″ пд. ш. 70°44′16″ зх. д. / 33.2399453° пд. ш. 70.7377158° зх. д.                |
| 5  | Санта-Елена              | Santa Elena              | поселок   | н/д                    | 33°12′52″ пд. ш. 70°43′56″ зх. д. / 33.214566174660476° пд. ш. 70.73210860910645° зх. д. |
| 6  | Чамісеро                 | Chamisero                | поселення | н/д                    | 33°18′23″ пд. ш. 70°39′43″ зх. д. / 33.30633992502758° пд. ш. 70.66191670923156° зх. д.  |
| 7  | Лос-Інглесес             | Los Ingleses             | поселення | 985                    | 33°16′45″ пд. ш. 70°40′44″ зх. д. / 33.2790557° пд. ш. 70.6789735° зх. д.                |
| 8  | Ель-Колорадо             | El Colorado              | поселення | 713                    | 33°04′28″ пд. ш. 70°42′54″ зх. д. / 33.0743653° пд. ш. 70.7150802° зх. д.                |
| 9  | Сан-Хосе                 | San José                 | поселення | 601                    | 33°14′47″ пд. ш. 70°42′00″ зх. д. / 33.24640407394423° пд. ш. 70.7001328671814° зх. д.   |
| 10 | Ло-Аркая — Касас-В'єхас  | Lo Arcaya — Casas Viejas | поселення | н/д                    | 33°14′38″ пд. ш. 70°41′07″ зх. д. / 33.24389180706291° пд. ш. 70.68531226341553° зх. д.  |
| 11 | Санта-Сесілія            | Santa Cecilia            | поселення | 596                    | 33°15′42″ пд. ш. 70°42′20″ зх. д. / 33.2615868° пд. ш. 70.705509° зх. д.                 |
| 12 | Каміно-Кокімбо           | Camino Coquimbo          | поселення | 570                    | 33°17′18″ пд. ш. 70°43′42″ зх. д. / 33.288400182496794° пд. ш. 70.72833720694581° зх. д. |
| 13 | Чакабуко                 | Chacabuco                | поселення | 558                    | 33°01′43″ пд. ш. 70°41′27″ зх. д. / 33.0285331° пд. ш. 70.6908288° зх. д.                |
| 14 | Сан-Вісенте              | San Vicente              | поселок   | 491                    | 33°15′00″ пд. ш. 70°41′38″ зх. д. / 33.25006445336045° пд. ш. 70.69375059527587° зх. д.  |
| 15 | Санта-Естер              | Santa Ester              | поселення | 449                    | 33°14′11″ пд. ш. 70°42′55″ зх. д. / 33.236459° пд. ш. 70.7151973° зх. д.                 |
| 16 | Ель-Альба                | El Alba                  | поселення | 436                    | 33°17′28″ пд. ш. 70°40′26″ зх. д. / 33.291057937828505° пд. ш. 70.67384363223266° зх. д. |
| 17 | Санта-Луїса              | Santa Luisa              | поселення | 413                    | 33°16′12″ пд. ш. 70°41′45″ зх. д. / 33.270043° пд. ш. 70.6957353° зх. д.                 |
| 18 | Санта-Інес-де-Мірафлорес | Santa Inés de Miraflores | поселення | 366                    | 33°16′07″ пд. ш. 70°42′24″ зх. д. / 33.2685226° пд. ш. 70.7067203° зх. д.                |
| 19 | Лас-Брісас-де-Чікурео    | Las Brisas de Chicureo   | поселення | 302                    | 33°13′41″ пд. ш. 70°39′41″ зх. д. / 33.22814079558191° пд. ш. 70.66132168792724° зх. д.  |
| 20 | Ло-Пінто                 | Lo Pinto                 | поселення | 245                    | 33°15′44″ пд. ш. 70°43′37″ зх. д. / 33.26218207296332° пд. ш. 70.72695269515383° зх. д.  |
| 21 | Лос-Д'єсіс'єте           | Los Diecisiete           | поселення | 234                    | 33°16′05″ пд. ш. 70°43′02″ зх. д. / 33.2680098° пд. ш. 70.717181° зх. д.                 |
| 22 | Ла-Копа                  | La Copa                  | поселення | 218                    | 33°14′52″ пд. ш. 70°43′27″ зх. д. / 33.2476532° пд. ш. 70.724078° зх. д.                 |
| 23 | Кілапілун-Альто          | Quilapilún Alto          | поселення | 167                    | 33°05′35″ пд. ш. 70°40′27″ зх. д. / 33.0930466° пд. ш. 70.674154° зх. д.                 |
| 24 | Санта-Лус                | Santa Luz                | поселення | 166                    | 33°16′18″ пд. ш. 70°41′28″ зх. д. / 33.2717442294303° пд. ш. 70.6909947434082° зх. д.    |
| 25 | Вілья-Пельдеуе           | Villa Peldehue           | поселення | 159                    | 33°10′30″ пд. ш. 70°37′58″ зх. д. / 33.17492445941062° пд. ш. 70.63285086079101° зх. д.  |
| 26 | Кілапілун-Бахо-Пон'єнте  | Quilapilún Bajo Poniente | поселення | 133                    | 33°05′31″ пд. ш. 70°43′45″ зх. д. / 33.0919706° пд. ш. 70.7292874° зх. д.                |
| 27 | Ехемпло-Кампесіно        | Ejemplo Campesino        | поселення | 108                    | 33°12′59″ пд. ш. 70°45′44″ зх. д. / 33.2164514° пд. ш. 70.7623434° зх. д.                |
| 28 | Санта-Елена-Сур          | Santa Elena              | поселення | 105                    | 33°13′32″ пд. ш. 70°43′35″ зх. д. / 33.22543126753105° пд. ш. 70.72652471901856° зх. д.  |
| 29 | Лас-Гарсас-Дос           | Las Garzas Dos           | поселення | 68                     | 33°15′57″ пд. ш. 70°43′55″ зх. д. / 33.2659445° пд. ш. 70.7318258° зх. д.                |
| 30 | Карретера-Сан-Мартін     | Carretera San Martín     | поселок   | 67                     | 33°14′02″ пд. ш. 70°41′41″ зх. д. / 33.23388767825295° пд. ш. 70.69462783544313° зх. д.  |